# Jeremy Brown (Saxophonist)
Jeremy S. Brown (* 1957) ist ein kanadischer Saxophonist, Flötist, Klarinettist, Musikpädagoge, Dirigent und Komponist. Er ist aktiv auf dem Gebiet der klassischen Musik, des Jazz und der Improvisationsmusik.

## Leben
Brown studierte an der Washington State University (Bachelor in Musikerziehung 1980), der University of Rochester (Master 1982) und der Ohio State University (Doktorgrad 1993). An der Eastman School of Music erwarb er 2023 das Performer's Certificate für Saxophon. Seit 1990 ist er Professor für Musik und Leiter des Musikdepartments der University of Calgary.
Als Saxophonsolist trat Brown mit zahlreichen Orchestern auf wie der Washington-Idaho Symphony, dem Calgary Philharmonic Orchestra, der Red Deer Symphony, dem Okanogan Symphony Orchestra, der Kensington Sinfonia, der Calgary Civic Symphony, dem Calgary Youth Orchestra und der Ottawa Symphony. Daneben ist er Erster Tenorsaxophonist des Calgary Jazz Orchestra. 23 Jahre lang war er künstlerischer Leiter und Dirigent der Calgary Wind Symphony, mit der er jährlich vier große Konzerte gab, zwei Europatourneen unternahm und u. a. die kanadische Erstaufführung von Jordan Nobles’ Slipstream und die Uraufführung von Allan Bells Flat Out Covering Ground gab. 2002 wurde er künstlerischer Leiter und Dirigent der neu gegründeten National Concert Band of Canada, die er bis 2010 leitete. 2003 war er Mitbegründer des Jazzquintetts Verismo. Weiterhin ist er seit Gründung künstlerischer Leiter und Dirigent der Ensemble für neue Musik Rubbing Stone Ensemble und Jeremy Brown Collective.
Als Improvisationsmusiker arbeitete Brown u. a. mit dem Saxophonisten John Butcher, der Komponistin Chantale Laplante, der Pianistin Marilyn Lerner und dem Gitarristen Joe Morris zusammen. Er hatte auch Auftritte mit Johnny Mathis, Paul Anka, Mel Tormé und Rich Little und bei den Tourneeproduktionen von A Chorus Line und Annie. Mit dem The UCalgary Saxophone Ensemble spielte er bei der North American Saxophone Alliance Biennial Conference 2020 Uraufführungen von Kompositionen Jordan Nobles' und Laurie Radfords.

## Diskographie
- Scaramouche, 2003
- In the Company of My Soul, 2003
- Verismo Jazz Quintet, 2005
- Ornamentology
- Rubbing Stone, 2010
- Wayfaring, 2014
- The Lethbridge Sessions, 2014
- Music for Soup, 2015
- Magnitudes, 2021
- emergence, 2022
- In Flight (Kompositionen von Vincent Ho, David Eagle, Claude Laplame und Nova Pon), 2023
- Intersections, 2023

## Schriften
- Royal Conservatory of Music Saxophone Series (Hrsg.), 2014
- The Wind Band Music of Henry Cowell, 2018
- New Perspectives on Jazz Patronage, 2024